# Адамацкий, Игорь Алексеевич
Адамацкий Игорь Алексеевич (27 января 1937, Ленинград, СССР — 4 ноября 2011, Санкт-Петербург, Россия) (псевдонимы Игорь Тамарцев, Адельфина Бездомная) — русский поэт, прозаик, кинодраматург, публицист.

## Биография
Родился в семье военного. Отец — офицер артиллерии, мать — медицинский работник. Предки: по отцовской линии — иеромонах Епифаний Адамацкий, преподаватель Казанской семинарии (XVIII в.); по материнской — георгиевский кавалер I мировой войны, финн Местеляйнен. Крещён в Санкт-Петербурге в церкви пресвятой Троицы. Отец и мать — фронтовики Великой Отечественной войны. Блокадник, освобождение Ленинграда от блокады встретил «ощущением блистательной, восторженной, радостной весны», которое пришло «навсегда»: «Город не сдался ни перед кем и ни перед чем. И я не знал, что через полстолетия сюда придут полчища <…> лавочников с „верхним“ образованием и глубиной ума инфузории-туфельки, и возьмут город голеньким. Без оружия. Но с деньгами. Чтобы явилось пророчество: „Петербургу быть пусту“. Или чтобы лечь, как девка, под унылое однообразие стандартной глобальной цивилизации. „Маска Гиппократа“ обозначилась на лице города, начиная с третьего тысячелетия» («Птицелов». 2010).
После развода родителей жил в Кустанае, приобщался к физическому труду. В Пензе в 1954 окончил среднюю школу. В 1955-56 учился в ленинградском Библиотечном институте. Посещал литературный кружок (руководитель В. Мануйлов). Вместе с другими студентами института (в том числе Б. Вайлем) выпускал рукописный журнал «Ересь» (вышли два номера). Официальной реакцией на появление журнала стала рецензия «Смертяшкины» в газете «Вечерний Ленинград», подписанная М. Медведевым (настоящая фамилия — Берман, один из авторов статьи «Окололитературный трутень», с которой началась кампания против И. Бродского).
За участие в нелегальной организации Р. Пименова, ставившей перед собой задачи демократизации советского общества, Адамацкий был отчислен из института. Впоследствии продолжил учёбу на филологическом факультете ЛГУ (окончил в 1968, отлично защитив дипломное сочинение о Бунине). Дважды (1957, 1971) проходил по политическим процессам, в том числе свидетелем по судебному процессу Пименова. Был отчислен из аспирантуры ИРЛИ РАН (Пушкинский Дом). В разное время работал грузчиком, токарем, плотником, занимался организационной и лекторской деятельностью в обществе «Знание», преподавал русский язык и литературу в вечерней школе.

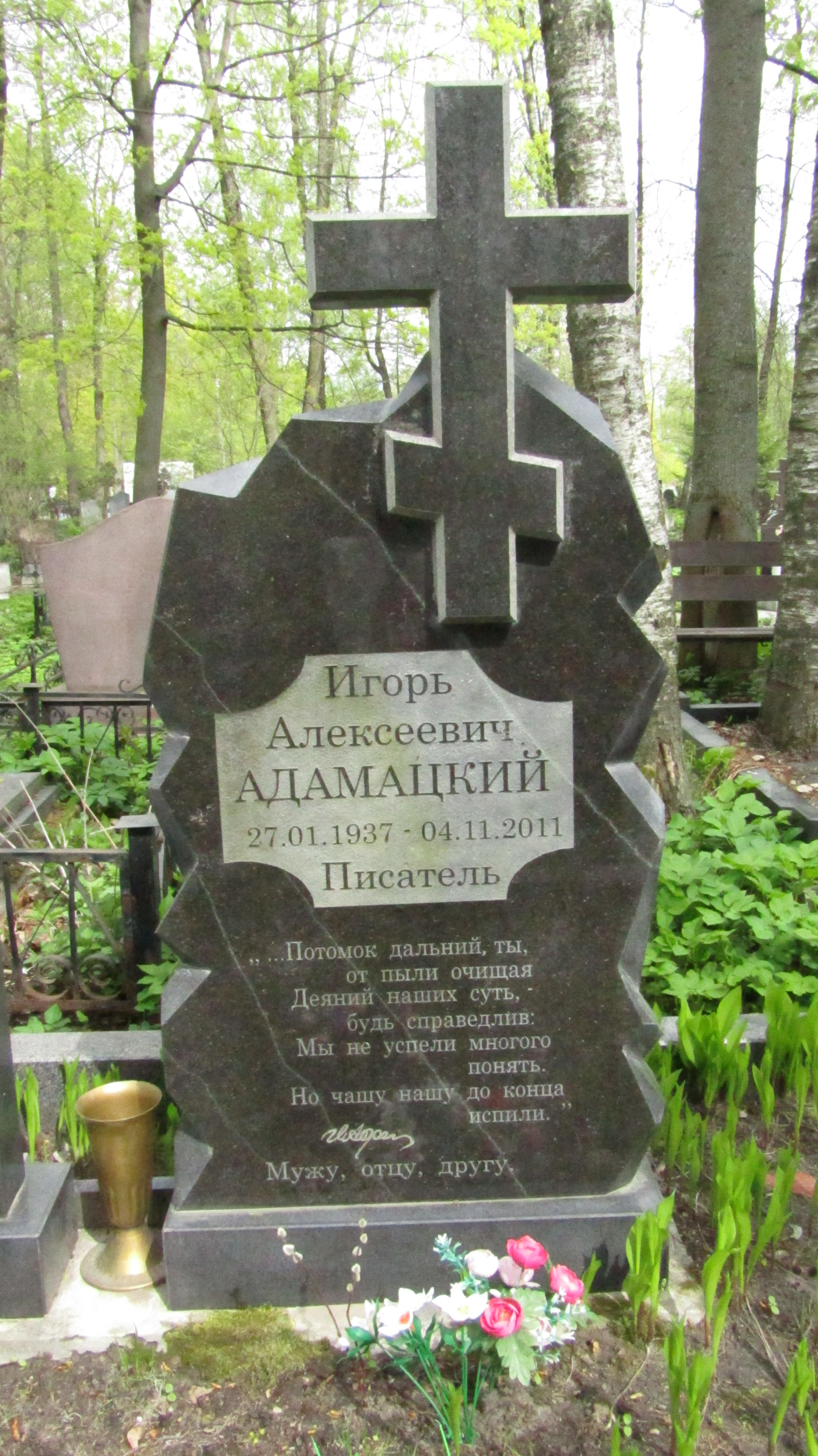
Могила Адамацкого И. А. Смоленское православное кладбище, Санкт-петербург

Скончался 4 ноября 2011 года.

## Творчество
Творческие способности проявились у Адамацкого в школьные годы. В семье имелась большая библиотека. Собрания сочинений русских и зарубежных классиков были прочитаны им досконально. В институтские и университетские годы он увлекся русской философией, а потом и зарубежной (в них — источники стиля прозы Адамацкого, щедро инкрустированной цитациями из мировой литературы, философии, фольклора — от античности и «живых» словес русских летописей XVII в. до студенческой афористики).
Первые литературные пробы Адамацкого — стихи, которые сам автор воспринимает иронически. Сборники стихов разных лет Адамацкого был издан Luniver Press (2007). В 1981 Адамацкий явился одним из организаторов и выборным председателем общественного Клуба-81. Помещал литературные и публицистичные материалы в «Регулярных ведомостях» Клуба (в том числе ст. «Клуб: внутри и рядом», 1986).
Печатался в самиздатских, позднее в официальных журналах, в том числе «Часы», «Красный щедринец» (с 1985-го). 1-я официальная художественно-публицистичного рассказа «Каникулы в августе» (сб. «Круг», 1985). Переводил Э. По, Шекспира.
Адамацкий — автор около двадцати романов и повестей — «И был вечер, и будет утро…», «Бегство по кругу», «Натюрморт с женщиной», «Послесловие» (1971), «Утешитель» (1983), «Апокалипсис на кларнете», «Право свободного полета» (1985), «Вирус Фрайберга» (1986), сотни философских новелл (в том числе цикл «ПриТчуды», 1983-86), ряда публицистических статей, нескольких сценариев (совместно с Е. Шмидтом), в частности, по одному из сценариев поставлен двухсерийный фильм «Филипп Траум» (1989, реж. И. Масленников). Встречи с крупными людьми искусства и науки (Л. Гумилёв, В. Мурадели, Н. Альтман, Р. Быков, А. Сахаров и др.), но также и с партийными руководителями обогатили Адамацкого материалом для творчества.
После установления нового общественного строя (1990-95) Адамацкий выступил редактором детского журнала «Баламут», сатирического журнала «Стебок», альманаха «Петербургские чтения», шеф-редактором издательства «„АДИА-М“+Деан». В дальнейшем — шеф-редактор издательства «Деан» (по 2008).
Собранием основной прозы Адамацкого явился однотомник «Созерцатель» (2009), включивший в себя романы, повести и лирико-философские миниатюры. Автор многообразно защищает кредо — право личности на индивидуальное осмысление и истолкование мира, в котором мы живём. «Его проза — соединение реальности и фантазии, бытовой конкретности и философии, иногда — сатира на официальную советскую идеологию. Герои его произведений, пытаясь определить своё место в обществе, вынуждены расставаться с романтическими иллюзиями; их силой часто становится ирония, которая, по словам автора, „противостоит нытью, истерике и достоевщине“. Многие персонажи имеют реальных прототипов среди неофициальных литераторов и партийно-литературных функционеров» (Самиздат Л-да. 1950-е — 80-е: Лит. энц. М., 2003).
Мир Адамацкого строится на опровержении простоты жизни, на утверждении парадоксальных несоответствий представлений и реальности, на постоянстве мировоззренческого оппонирования людей друг другу (отсюда и полемическая острота, и пикирование в диалогах действующих лиц его повестей, напряженность духовных исканий и сюжетная борьба персонажей. Универсальный скепсис автора выражается в язвительности слова, то и дело перехлестывающего в эпатирующие формы.
Адамацкий защитник больших культурных традиций, резко выступающий против снижения культурного уровня национальной жизни: «Древние римляне понимали, что культура — защита народа (cultura protectio populi est). Того Рима нет, а культура осталась. До 1917 года „национальной идеей“ государства было то, что Россия дышала воздухом культуры. Наше сегодняшнее государство всё ещё в зачаточном состоянии и упорно мигрирует в ублюдочное. <…>». Что же представляется писателю выходом из текущей ситуации? Он говорит: «…нужно жить и исполнять свои обязанности. Честно. И верить…»
Это согласуется с давним признанием Адамацкого, утверждающим мажорную волевую основу его жизненного поведения: «Вокруг меня было очень мало ничтожных и мелочных, а много больше честных, твёрдых, мужественных мужчин и много светлых, любимых женщин. Ими полнится моё бытие».

## Сочинения
- Тамарцев И. И был вечер, и будет утро // Часы. 1981. № 29;
- Тамарцев И. Извращение личности // Часы. 1981. № 30;
- Тамарцев И. Камень // Часы. 1982. № 36;
- Адамацкий И. Утешитель // Часы. 1982. № 37 и 1983. № 41;
- Адамацкий И. Апокалипсис на кларнете // Часы. 1984. № 51;
- Адамацкий И. Из кн. «ПриТчуды» // Митин ж. 1985. № 3;
- Адамацкий И. Каникулы в августе / Литературно-художественный сборник «Круг». Л.: Сов. писатель, 1985;
- Адамацкий И. Из кн. «ПриТчуды» // Нева. 1989. № 9;
- Адамацкий И. Арабекс // Киносценарии. 1989. № 2 (в соавт. с Е. Шмидтом);
- Адамацкий И. Шестидесятые // Часы. 1989. № 79;
- Адамацкий И. Клуб-81: Внутри и рядом (главы из кн.) // Часы. 1990. № 80;
- Адамацкий И. Комментарий к вольному переводу // Литератор. 1991. № 28, июль (в соавт. с Б. Ивановым);
- Адамацкий И. Чердак // Петербургские чтения. 1992. № 1;
- Адамацкий И. Исход // Петербургские чтения. 1994. № 2;
- Адамацкий И. ПриТчуды. СПб., 1995;
- Адамацкий И. Экивока. Сокращение. Вирус Фрайберга. Право свободного полета. Luniver Press, 2005; ISBN 978-0-9551170-1-5
- Адамацкий И. ПриТчуды. Luniver Press, 2006; ISBN 978-1-905986-01-9
- Адамацкий И. И был вечер, и будет утро. Провинциалы. Исход. Luniver Press, 2006; ISBN 978-0-9551170-6-0
- Адамацкий И. Утешитель. Чердак. Отречение. Luniver Press, 2006; ISBN 978-0-9551170-4-6
- Адамацкий И. Стихи разных лет. Luniver Press, 2007; ISBN 978-1-905986-04-0
- Адамацкий И. Созерцатель. Повести и ПриТчуды. СПб., 2009;
- Адамацкий И. Птицелов. СПб., Издательство ДЕНА 2010. ISBN 978-5-93630-814-7